# ベズ (小惑星)
ベズ (1591 Baize) は小惑星帯に位置する小惑星である。1951年にシルヴァン・アランがベルギー王立天文台で発見した。
フランス人の医師でアマチュア天文家のポール・ベズに因んで名付けられた。